# ماسیمیلیان برئدر
ماسیمیلیان برئدر (ایتالیایی: Massimilian Breeder؛ زادهٔ ۱۳ ژوئن ۱۹۷۸) یک کارگردان اهل ایتالیا است.